# Sphaeronella leuckartii
Sphaeronella leuckartii är en kräftdjursart som beskrevs av Salensky 1868. Sphaeronella leuckartii ingår i släktet Sphaeronella, och familjen Nicothoidae. Arten är reproducerande i Sverige.